# Société de transport de l'Outaouais
 (octobre 2024).
 (avril 2025).
Si vous disposez d'ouvrages ou d'articles de référence ou si vous connaissez des sites web de qualité traitant du thème abordé ici, merci de compléter l'article en donnant les références utiles à sa vérifiabilité et en les liant à la section « Notes et références ».
La Société de transport de l'Outaouais (STO) est l'opérateur du système du transport en commun à Gatineau, au Québec. Le réseau de la STO est situé du côté québécois de la région de la capitale nationale du Canada et offre plusieurs circuits d'autobus vers le centre-ville d'Ottawa, en Ontario.

## Historique
Avant 1971, les transports en commun à Gatineau/Hull étaient offerts par le secteur privé. Ces sociétés avaient 42 autobus et enregistraient 11 millions de passages en 1956, nombre qui avait décru à 2,5 millions en 1971. En 1969, la loi sur la Communauté régionale de l'Outaouais fut adoptée pour mettre en commun certains services régionaux qui dépassent les moyens des villes constituantes. La Commission de transport de la communauté régionale de l'Outaouais (CTCRO) fut créée dans cet esprit en 1971. En 1972, la CTCRO pris possession de son siège administratif, adopta son logo et ses couleurs officielles. Pour la somme de 2,25 millions de dollars canadiens, elle acheta les trois sociétés de transports en commun qui desservaient dans la région (Transport urbain de Hull, Transport Hull métropolitain, Transport d'écoliers du nord de l'Outaouais). La CTCRO signa en 1973 un accord avec OC Transpo pour faciliter les transferts entre les deux services jumeaux de part et d'autre de la rivière des Outaouais.
En 1991, la CTCRO devint la Société de transport de l'Outaouais (STO) et fêta en 1996 son 25e anniversaire de naissance. Durant une journée, elle offrit le passage sur ses autobus à 25 cents l'aller-simple. En 1998, la STO fut nommée l'entreprise des transports en commun canadienne de l'année par l'Association canadienne du transport urbain (ACTU). La même année, la société introduisit un système de tarification par carte à puce, la première entreprise dans l'hémisphère ouest à utiliser un tel système. Les laissez-passer sur papier furent retirés graduellement jusqu'à leur fin officielle en 2004 quand la carte à puce devint le laissez-passer exclusif.
En 2003, la STO annonça son intention de construire une route réservé aux autobus, comparable au Transitway d'OC Transpo à Ottawa, sous le nom de Rapibus.
Le 30 novembre 2009, la STO a annoncé la première pelletée de terre du réseau Rapibus. Il est mis en service en 2013.
Depuis juin 2015, à la suite de la création de Transcollines, la STO n'offre plus de service en direction de Cantley ou Chelsea.
En 2024, la STO a commencé à tester des autobus à 100% électriques afin d'achever sa future vision de complétement électrifier sa flotte de véhicules modernes vers 2042.

## Opérations
La STO compte :
- 368 autobus
- 999 employés
- 9 millions de déplacements
- 69 points de vente

### Infrastructures
- 218 abribus
- 1719 panneaux d'arrêt
- 12 stations Rapibus
- 16 parcs-o-bus

### Réseau
- 2 200 départs par jour
- 863 km de réseau
- 40,1 km de voies réservées
- 15 084 314 km parcourus en 2022
- Service de Transport adapté
- Service Infobus par téléphone ou SMS.

## Circuits d'autobus
- Si vous ne connaissez pas le sujet, laissez ce bandeau (vous pouvez alors contacter les auteurs).
- Si vous supprimez le contenu mis en cause (vous pouvez préalablement contacter les auteurs),

argumentez précisément cette suppression dans la page de discussion
(un manque de référence n'est pas un argument ; une recherche réelle de référence doit avoir été effectuée, être formellement documentée).
- En date du 4 mai 2025[5].

### Circuits réguliers
| Ligne | Départ                                                                                        | Destination                                                        | Notes |
| ----- | --------------------------------------------------------------------------------------------- | ------------------------------------------------------------------ | --- |
| 31    | Cégep de l'Outaouais (Campus Gabrielle-Roy)                                                   | Ottawa via MacDonald-Cartier                                       | Ligne plutôt résidentielle desservant les secteurs de Mont-Bleu, Parc-de-la-Montagne, Lac-des-Fées, Wrightville et Île de Hull. Cette ligne est la dernière à terminer son trajet de tout le réseau de la STO, terminant son trajet au Cégep Gabrielle-Roy à 1h37 du lundi au vendredi, et à 1h20 la fin de semaine. Tous les voyages sont accessibles. |
| 32    | Plateau Via Taché                                                                             | Ottawa/Centre Rideau                                               | Dessert le long du Boulevard du Plateau jusqu'au Boulevard Saint-Raymond. Circule ensuite sur Alexandre-Taché jusqu'aux Terrasses de la Chaudière, avant de se rendre à Ottawa via le Pont du Portage. Tous les voyages sont accessibles. Ne circule pas le samedi ni le dimanche. |
| 33    | Parc-O-Bus Freeman via Cégep de l'Outaouais (Campus Gabrielle-Roy) / Freeman via Asticou (AM) | Ottawa via Hôpital de Hull/Ottawa via Asticou (PM)                 | Dessert l'Hôpital de Hull, ainsi que plusieurs campus institutionnels/éducatifs incluant le Cégep de l'Outaouais, le Collège Héritage, l'École Secondaire de l'Île, l'École secondaire Mont-Bleu, le Collège Nouvelles Frontières et, en heure de pointe, le Centre Asticou. Dessert aussi les centres commerciaux des Galeries de Hull et Canevas, tout en desservant le Centre-Ville de Gatineau avant d'emprunter le pont MacDonald Cartier en direction Ottawa. En date du 4 mai 2025, la majorité des trajets entre 7h et 10h en direction Freeman, intitulés "33 Freeman via Asticou", ainsi que la majorité des trajets en direction Ottawa entre 14h30 et 17h30, intitulés "33 Ottawa via Hôpital de Hull" desservent le Centre Asticou. |
| 34    | Parc-O-Bus Allumettières via Plateau                                                          | Ottawa/Centre Rideau                                               | Circule sur le boulevard du Plateau et dessert le Manoir-des-Trembles avant de se diriger vers Ottawa. |
| 35    | Cégep G-Roy via Station Montcalm /Marie-Burger via Cégep G-Roy (PM)                           | Ottawa via Hôpital de Hull                                         | Dessert le secteur de Wrightville via la rue Thérien et la rue Corbeil. Continue ensuite le long de la rue Labelle jusqu'au rond-point sur le Boulevard des Allumettières, avant de se diriger vers le Centre-Ville via la Rue Montcalm. Quelques trajets vers le nord continuent aux secteurs résidentiels au nord du cégep de 15h à minuit. Ces trajets sont désignés "35 Marie-Burger via Cégep G-Roy" pendant que les autres trajets vers le nord sont désignés "35 Cégep G-Roy via Station Montcalm". De plus, 2 trajets vers le sud partent de Marie-Burger/De la Galène entre 7h et 7h30. En date du 4 mai 2025, ne circule pas le samedi et dimanche.                                                                                    |
| 36    | Cégep de l'Outaouais (Campus Gabrielle-Roy)                                                   | Ottawa/Centre Rideau via Pont du Portage ou Pont MacDonald-Cartier | Similaire au circuit 37. Ce circuit ne circule que durant les heures du midi, entre les heures de pointe (Entre 8h30 et 15h). Dessert l'Hôpital de Hull, ainsi que le Collège Nouvelles-Frontières via le boulevard Saint-Raymond et la Rue Gamelin. Tous les voyages sont accessibles. |
| 37    | Cégep de l'Outaouais (Campus Gabrielle-Roy)                                                   | Ottawa/Centre Rideau                                               | Dessert le boulevard St-Joseph entre le boulevard Alexandre-Taché et la rue Isabelle. Dessert les rues en bas du boulevard du Mont-Bleu. Tous les voyages sont accessibles. |
| 371   | Cégep de l'Outaouais (Campus Gabrielle-Roy)                                                   | Ottawa/Centre Rideau via Mutchmore                                 | Suit le trajet de la ligne 37 jusqu'à l'intersection Saint-Joseph/Isabelle. Circule sur la rue Mutchmore entre Saint-Joseph et René-Marengère. Tous les voyages sont accessibles |
| 38    | Parc-O-bus Freeman                                                                            | Ottawa/Centre Rideau                                               | Dessert le Boulevard Saint-Joseph jusqu'à la rue Montcalm. Circule par la Station Montcalm et les Terrasses de la Chaudière. Tous les voyages sont accessibles. |
| 39    | Parc-O-Bus Freeman via Station Des Galeries                                                   | Vanier Via Plateau                                                 | Dessert le Plateau vers le Parc-o-Bus Freeman. Circule sur le boulevard de la Carrière et dessert la station les Galeries et la station du Casino parallèlement au Rapibus. |
| 49    | Parc-O-Bus Allumettières                                                                      | Cégep de l'Outaouais (Campus de Hull) via Le Plateau               | Dessert le District du Plateau via le Boulevard Saint-Raymond, ainsi que le District d'Aylmer via le Chemin d'Aylmer et la Rue Front. Tous les voyages sont accessibles. |
| 52    | Vanier/Seto via Lucerne                                                                       | Parc-O-Bus Allumettières via Galeries d'Aylmer                     | Dessert les Boulevards Wilfrid-Lavigne et Samuel-Edey. Circule ensuite sur la rue Principale, ainsi que sur une grande partie de la Rue de Lucerne. |
| 55    | Parc-O-Bus Allumettières via Front                                                            | Ottawa/Centre Rideau                                               | Dessert le District de Lucerne via le Boulevard Wilfrid-Lavigne. Circule ensuite sur le Chemin d'Aylmer, le Boulevard Alexandre-Taché et le Centre-Ville avant d'emprunter le Pont du Portage pour se rendre au Centre Rideau. |
| 56    | Galeries Aylmer via Des Trembles                                                              | Cégep Gabrielle-Roy via Des Trembles.                              | Circule seulement du lundi au vendredi entre 6h et 12h en diréction Gab-Roy et de 12h à 18h en direction Galeries Aylmer. Dessert une grande partie du District d'Aylmer via le Boulevard de Lucerne, le Chemin de Vanier et le Chemin d'Aylmer. Dessert aussi le Manoir-Des-Trembles avant de continuer sur Saint-Raymond en direction du Cégep Gabrielle-Roy. |
| 59    | Parc-O-bus Allumettières via Eardley                                                          | Ottawa via Pont du Portage                                         | Dessert le Chemin Eardley avant de continuer le long du Chemin d'Aylmer et du Boulevard Alexandre-Taché. Circule aussi dans le Centre-Ville de Gatineau. |
| 62    | Station de la Cité via Gréber                                                                 | Station de la Gappe                                                | Dessert le District du Versant le boulevard Gréber et Montée Paiement. Ne circule pas les samedis et dimanches. |
| 63    | Station La Cité via Gréber                                                                    | Station de la Gappe                                                | Dessert le secteur de Pointe-Gatineau via les promenades Gatineau. |
| 64    | Cégep de l'Outaouais (Campus Gabrielle-Roy)                                                   | Station de la Gappe                                                | Dessert les secteurs de Touraine et Limbour, avant d'emprunter le Pont Alonzo pour se diriger vers le Cégep Gabrielle-Roy via Saint-Joseph. Le premier départ en direction du Cégep Gabrielle-Roy à 6h38 continue au-delà du Cégep pour desservir le Collège Nouvelles-Frontières. Ce voyage est intitulé "64 Nouvelles Frontières via Cégep G-Roy." De plus, le voyage en direction La Gappe à 15h18 commence son trajet au Collège Nouvelles-Frontières. Le nom du trajet reste le même. |
| 65    | Station de la Cité                                                                            | Station de la Gappe                                                | Dessert le secteur de la Côte-des-Neiges. |
| 66    | Station Promenades                                                                            | Station de la Gappe                                                | Dessert une partie du secteur Touraine, ainsi que les secteurs de Limbour et du Mont-Luc via la rue de Cannes. |
| 67    | Station La Cité via Gréber                                                                    | Ottawa/Centre Rideau                                               | Dessert le Boulevard Gréber et le Boulevard Fournier pour se rendre jusqu'à la Rue Laurier. Circule sur Portage, notamment devant la Place du Centre, avant d'emprunter le Pont du Portage pour se rendre jusqu'au Centre Rideau. En date du 4 mai 2025, ne circule pas en direction de la Cité entre 15h et 18h30. |
| 68    | Cégep de l'Outaouais (Campus Gabrielle-Roy)                                                   | Station Lorrain                                                    | Fait la liaison entre le campus Gabrielle-Roy du Cégep et la Station Lorrain du Rapibus. Aucun service samedi et dimanche. Tous les voyages sont accessibles. |
| 69    | Des Grands-Jardins                                                                            | Station de la Gappe                                                | Dessert les secteurs Touraine et de l'escarpement Limbour via la rue Saint-Louis. |
| 71    | Station Labrosse                                                                              | Station de la Cité                                                 | Ligne prinicpalement résidentielle.Dessert le secteur de la rue Davidson Est/Ouest. |
| 72    | Station Lorrain via Saint-René                                                                | Ligne à destination unique.                                        | Dessert une grande partie du Boulevard Saint-René Est jusqu'à la Station Lorrain, avant d'emprunter le Rapibus jusqu'à la Station Labrosse. |
| 73    | Station Labrosse                                                                              | Station de la Cité                                                 | Dessert le secteur de la rue Magnus via le Boulevard Saint-René Est.. En date du 25 août 2014, ne circule plus les samedis et dimanches. |
| 75    | Station de la Cité via Notre-Dame.                                                            | Station Lorrain via Notre-Dame                                     | Dessert le secteur du boulevard Lorrain via la rue Notre-Dame. |
| 76    | Station Labrosse                                                                              | Station de la Cité                                                 | Dessert le boulevard de la Vérendrye Ouest/Est, ainsi que l'Hôpital de Gatineau. |
| 77    | Station Lorrain via Maloney                                                                   | Lignes en boucle.                                                  | Dessert le district de la Rivière-Blanche et le secteur de Templeton-Est via l'Avenue du Cheval-Blanc et la Route 148. |
| 78    | Station Lorrain via Maloney                                                                   | Lignes en boucle.                                                  | Dessert l'Aéroport de Gatineau via la Route 148, avant de faire une boucle via le Boulevard Saint-René Est et de suivre son trajet d'aller via la Route 148 jusqu'à la Station Lorrain. |
| 79    | Station Lorrain via St-Thomas (AM)                                                            | Station Labrosse via St-Thomas (PM)                                | Ligne régulière avec des services en heure de pointe uniquement. Dessert une partie du chemin de Chambord et du chemin Saint-Thomas via le boulevard Lorrain et le boulevard Labrosse. |
| 97    | Station Lorrain et Station de La Cité (entre 16h55 et 18h30 du lundi au vendredi)             | de l'Aréna/Lombard                                                 | Dessert les secteurs Masson-Angers et Buckingham via le boulevard Maloney Est et le chemin de Montréal. |
| 400   | Station Lorrain                                                                               | Ottawa/Centre Rideau via Rapibus                                   | Ne circule pas aux heures de pointe. Dessert le long du Rapibus jusqu'à la Station Montcalm avant de tourner sur la rue Montcalm. Dessert aussi les Terrasses de la Chaudière et la Place du Centre avant d'emprunter le Pont du Portage pour se rendre au Centre Rideau. Cette ligne est la première à commencer son trajet sur le réseau de la STO pendant la semaine, débutant à la Station Lorrain à 4h43. Tous les voyages sont accessibles. |
| 800   | Station Lorrain                                                                               | Parc-O-Bus Allumettières via Station Taché-UQO                     | Se rend aux Parc-O-Bus Allumettières via le Boulevard Taché/Chemin d'Aylmer. Fréquence aux 30 minutes pendant la semaine et à chaque heure les fins de semaine. |

### Circuits réguliers - Heures de pointe
| Circuit | Départ                                       | Destination                                               | Notes |
| 15      | chemin des Érables                           | Station de la Gappe                                       | Dessert maintenant à partir du chemin des Érables à la suite de la création de Transport Collectif Des Collines ou Transcollines.                                                                                    |
| 18      | Station Lorrain                              | Pré Tunney via Pont Champlain                             | Nouvelle ligne en partance de la station Lorrain à destination du pré Tunney. |
| 20      | Parc-o-bus Freeman (Secteur Hull)            | Ottawa via Pont Cartier-Macdonald & Gatineau centre-ville | Part d'Ottawa à l'heure de pointe matinale. Dessert le boulevard de la Carrière et la rue Jean-Proulx. |
| 23      | D'Amsterdam/Vanier                           | Station Lyon (O-train)                                    | Dessert la rue de l'Atmosphère et le boulevard d'Amsterdam via le boulevard des Allumettières. |
| 25      | du Conservatoire/Pink                        | Station Lyon (O-train)                                    | Dessert la rue de l'Atmosphère et le boulevard de l'Amérique-Française via le boulevard des Allumettières. |
| 26      | Pink/de la Gravité                           | Station Lyon (O-train)                                    | Dessert le boulevard des Grives sur toute sa longueur via le boulevard Saint-Raymond. |
| 27      | Hautes-Plaines (Secteur Hull)                | Station Lyon (O-train)                                    | Dessert les Hautes-Plaines via le boulevard de la Carrière et la rue Jean-Proulx. |
| 28      | Hôpital de Hull                              | Pré Tunney via Pont Champlain                             | Dessert le Plateau via le boulevard d'Europe et la rue de l'Atmosphère et le Manoir-des-Trembles. |
| 29      | Louise-Campagna/Saint-Raymond (Secteur Hull) | Station Lyon (O-Train)                                    | Dessert le Manoir-des-Trembles |
| 40      | Jardins-Lavigne                              | Station Lyon (O-Train)                                    | Dessert le secteur des Jardins Lavigne et de Samuel-Edey |
| 41      | Des Cèdres                                   | Station Lyon (O-Train)                                    | Dessert le secteur des Cèdres |
| 42      | Parc-o-bus Rivermead                         | Parc-o-bus Rivermead                                      | Circuit circulaire entre le parc-o-bus Rivermead et la rue de Seto |
| 45      | Wychwood                                     | Station Lyon (O-Train)                                    | Dessert le secteur Wychwood |
| 47      | Glenwood                                     | Station Lyon (O-Train)                                    | Dessert le secteur Glenwood via la rue Victor-Beaudry |
| 48      | Lucerne Nord - Aylmer Nord                   | Ottawa via Pont Cartier-Macdonald & Gatineau centre-ville | Dessert Aylmer nord (chemins Pink, Cook, Perry, de la Montagne) |
| 50      | Cégep de l'Outaouais (Campus de Hull)        | Parc-o-bus des Allumettières                              | Dessert le quartier des Cèdres en suivant une route similaire au circuit 49 dans le Plateau. |
| 54      | Parc Champlain (Secteur Aylmer)              | Parc-o-bus Rivermead                                      | Dessert le secteur du Parc Champlaim |
| 58      | Parc-o-bus des Allumetières                  | Tunney's Pasture via Pont Champlain                       | Dessert le Pré Tunney. |
| 74      | Station Lorrain                              | de l'Aéroport/Atmec                                       | Dessert le boulevard Maloney Est jusqu'à de l'Aéroport. |
| 85      | de l'Oasis/de la Vérendrye Ouest             | Ottawa via Pont du Portage                                | Dessert le quartier de la Côte-des-Neiges. |
| 87      | Station de la Cité                           | Ottawa/Centre Rideau                                      | Dessert Pointe-Gatineau |
| 93      | Centre sportif Robert-Rochon (Masson-Angers) | Station Lyon (O-Train)                                    | Dessert le secteur Masson-Angers. |
| 94      | de l'Aréna/Lombard                           | Ottawa via Pont du Portage                                | Seulement un voyage part de L'Aréna/Lombard à 5h25. Ne dessert pas le Rapibus, se dirige directement à Ottawa via l'autoroute 50.                                                                                    |
| 95      | Avenue Lépine (Buckingham)                   | Station de la Cité                                        | Nouveau circuit de quartier. Dessert le secteur de Buckingham. |
| 98      | Avenue Lépine                                | Ottawa via Pont du Portage                                | Trois voyages partent de Lépine/Findlay entre 5h et 5h20 pour desservir le secteur de Buckingham. Ne desservent pas le Rapibus, vont directement à Ottawa via l'autoroute 50. Aucun service en direction Buckingham. |
| 100     | Station Lorrain                              | Centre-ville du secteur Hull                              | Dessert le centre-ville de Hull jusqu'à la station Lorrain via le Rapibus. |
| 200     | Station Lorrain                              | Centre-ville d'Ottawa                                     | Dessert le centre-ville d'Ottawa jusqu'à la station Lorrain via le Rapibus. |

### Circuits scolaires[6]
En date de 1er septembre 2024:
Les circuits suivants sont réservés aux étudiants d'institutions scolaires à Gatineau et leurs numéros ne sont indiqués ni sur l'indicateur de destination de l'autobus, ni sur les panneaux d'arrêt, ni sur le panneau Info-Plus ou le guide de l'usager. Les numéros ne sont mentionnés que sur le site web de la STO sous la section « Pour étudiants seulement ». Ils ne sont inclus non plus dans le système d'information téléphonique InfoBus. Ces circuits ont des numéros à trois chiffres dont les deux derniers indiquent que le circuit suit une route comparable au circuit régulier parent (ex.: 633 emprunte en grande partie le trajet du circuit 33). En général, le nom de l'école seulement est indiqué sur l'indicateur de destination, mais de temps à autre la destination du circuit parent est mise. Elles ne circulent que les jours de classe, de la fin août/début septembre à mi ou fin juin.

#### École secondaire de l'Île
| Circuit                 | Départ                         | Destination                              |
| ----------------------- | ------------------------------ | ---------------------------------------- |
| 825 Amérique-Française  | de l'Amérique-Française/Vanier | École secondaire de l'Île (Secteur Hull) |
| 826 Plateau             | du Plateau/Katimavik           | École secondaire de l'Île (Secteur Hull) |
| 827 Hautes-Plaines      | Marie-Burger/de la Galène      | École secondaire de l'Île (Secteur Hull) |
| 829 Manoir-des-Trembles | Louise-Campagna/Saint-Raymond  | École secondaire de l'Île (Secteur Hull) |
| 831 Parc-de-la-Montagne | Campus Gabrielle-Roy           | École secondaire de l'Île (Secteur Hull) |
| 833 Cité-des-Jeunes     | Campus Gabrielle-Roy           | École secondaire de l'Île (Secteur Hull) |
| 867 Fournier            | Bériault/Fournier              | École secondaire de l'Île (Secteur Hull) |

#### École secondaire Grande-Rivière
| Circuit                             | Départ                           | Destination                                      |
| ----------------------------------- | -------------------------------- | ------------------------------------------------ |
| 639 Plateau                         | du Plateau/Saint-Raymond         | École Secondaire Grande-Rivière (Secteur Aylmer) |
| 640 Jardins Lavigne                 | Front/des Allumettières          | École Secondaire Grande-Rivière (Secteur Aylmer) |
| 641 des Cèdres                      | Parc-o-bus des Allumettières     | École Secondaire Grande-Rivière (Secteur Aylmer) |
| 645 Wychwood                        | Parc-o-bus Rivermead             | École Secondaire Grande-Rivière (Secteur Aylmer) |
| 647 Glenwood                        | Parc-o-bus Rivermead             | École Secondaire Grande-Rivière (Secteur Aylmer) |
| 654 Parc Champlain                  | d'Hochelaga/Atholl-Doune         | École Secondaire Grande-Rivière (Secteur Aylmer) |
| 655 Chemin d'Aylmer/Alexandre-Taché | Modèle:Terrasses de la Chaudière | École Secondaire Grande-Rivière (Secteur Aylmer) |

#### École secondaire Mont-Bleu
| Circuit                     | Départ                                                              | Destination                |
| --------------------------- | ------------------------------------------------------------------- | -------------------------- |
| 425 de l'Amérique-Française | de l'Amérique-Française/Vanier                                      | École secondaire Mont-Bleu |
| 426 Plateau                 | Pink/de la Sapinière                                                | École secondaire Mont-Bleu |
| 429Le Manoir                | Parc-o-bus Saint-Dominique                                          | École secondaire Mont-Bleu |
| 431 Riel                    | Cégep Gabrielle-Roy                                                 | École secondaire Mont-Bleu |
| 433 Hautes-Plaines          | Parc-o-bus Freeman                                                  | École secondaire Mont-Bleu |
| 437 Saint-Joseph            | Musée de l'Histoire (1 voyage) et Alexandre-Taché/Millar (1 voyage) | École secondaire Mont-Bleu |
| 449 Rivermead               | Parc-o-bus Rivermead                                                | École secondaire Mont-Bleu |

#### Collège Saint-Alexandre
| Circuit                 | Départ                                                      | Destination             |
| ----------------------- | ----------------------------------------------------------- | ----------------------- |
| 325 Plateau             | de l'Amérique-Française/Vanier                              | Collège Saint-Alexandre |
| 326 Plateau             | du Plateau/Katimavik                                        | Collège Saint-Alexandre |
| 329 Le Manoir           | Alexandre-Taché/Millar(AM) et Terrasses de la Chaudière(PM) | Collège Saint-Alexandre |
| 331 Parc-de-la-Montagne | Lionel-Émond/Gamelin                                        | Collège Saint-Alexandre |

#### Collège Saint-Joseph
| Circuit             | Départ                  | Destination          | Notes                |
| ------------------- | ----------------------- | -------------------- | -------------------- |
| 731 Mont-Bleu       | Collège Saint-Joseph    | Parc-o-bus Freeman   | Après-midi seulement |
| 734 Plateau         | Pink/de la Sapinière    | Collège Saint-Joseph |                      |
| 740 Jardins Lavigne | Front/des Allumettières | Collège Saint-Joseph |                      |

#### Collège Nouvelles-Frontières
| Circuit                         | Départ                                                       | Destination                  | Notes                |
| ------------------------------- | ------------------------------------------------------------ | ---------------------------- | -------------------- |
| 549 Galeries Aylmer via Plateau | Collège Nouvelles-Frontières                                 | Wilfrid-Lavigne/Leguerrier   | Après-midi seulement |
| 550 Jardins Lavigne             | Parc-o-bus des Allumettières                                 | Collège Nouvelles-Frontières |                      |
| 554 Parc Champlain              | d'Hochelaga/Atholl-Doune(AM) et McConnell/Morley-Walters(PM) | Collège Nouvelles-Frontières |                      |
| 64 Collège Nouvelles-Frontières | Station de la Gappe (quai local)                             | Collège Nouvelles-Frontières | Réseau régulier      |
| 566 Mont-Luc                    | de Cannes/de Cavaillon                                       | Collège Nouvelles-Frontières |                      |
| 569 des Grands-Jardins          | des Grands-Jardins/de la Pointe-Taillon                      | Collège Nouvelles-Frontières |                      |
| 571 Ravins-Boisés               | Station Labrosse (quai local)                                | Collège Nouvelles-Frontières |                      |
| 576 La Vérendrye                | Station Lorrain                                              | Collège Nouvelles-Frontières |                      |

#### École secondaire Hormidas-Gamelin
| Circuit        | Départ                     | Destination                       |
| -------------- | -------------------------- | --------------------------------- |
| 297 Buckingham | des Laurentides/du Progrès | École secondaire Hormidas-Gamelin |

#### École secondaire de la Nouvelle-Ère
| Circuit            | Départ                                                 | Destination                         |
| ------------------ | ------------------------------------------------------ | ----------------------------------- |
| 752 Deschênes      | Parc-o-bus Rivermead(AM) et Vanier/chemin d'Aylmer(PM) | École secondaire de la Nouvelle-Ère |
| 754 Parc Champlain | d'Hochelaga/Atholl-Doune                               | École secondaire de la Nouvelle-Ère |

#### École secondaire de la Cité
| Circuit     | Départ                      | Destination          | Notes                |
| ----------- | --------------------------- | -------------------- | -------------------- |
| 726 Plateau | École secondaire de la Cité | Pink/de la Sapinière | Après-midi seulement |

### Circuits partenaires par secteur ou ville
- La ligne 15 dessert le chemin des Érables vers la station la Gappe.
- La ligne 18 dessert le Rapibus vers le Pré Tunney.
- Les lignes 20-39 desservent le secteur Hull (À l'exception des lignes 23, 25, 28, 32, 34 et 39 qui desservent également le secteur Aylmer.)
- Les lignes 40-59 desservent le secteur Aylmer;
- Les lignes 61-87 desservent l'ancienne ville de Gatineau (le 68 est un circuit Rapibus);
- Les lignes 93-98 desservent les secteurs Buckingham et Masson-Angers;
- Les lignes 100, 200, 400 et 800 desservent le Rapibus.
- À noter que certaines lignes circulent à travers plus d'un secteur. Les lignes 67, 200 et 400 traversent la rivière des Outaouais vers Ottawa. Les lignes 61-79 sont des lignes de quartiers qui desservent les diverses stations du Rapibus (Sauf la ligne 68, qui dessert l'ancienne ville de Gatineau et Hull.)
- Les terminus majeurs du réseau de la STO incluent la Station de la Cité, la Station Labrosse, la Station Lorrain, le Parc-o-Bus Freeman (Hull), le campus Gabrielle-Roy du Cégep de l'Outaouais (Hull), le Parc-o-Bus Rivermead (Aylmer), le Parc-o-Bus Des Allumettières (Aylmer), La station Lyon et le Centre Rideau (Ottawa).
- D'autres points de transfert majeurs incluent l'hôpital de Hull sur Boulevard Lionel-Emond, le district commercial au Boulevard Saint-Joseph) (Montclair et Gamelin à Hull) et le quartier centre-ville (Terrasses de la Chaudière et Place du portage).

## Flotte de véhicules

### Véhicules en service
| Modèle                | Année | Numéros d'Autobus    | Nombre en service* | Notes |
| --------------------- | ----- | -------------------- | ------------------ | --- |
| NovaBus LFS           | 2003  | 0325                 | 1                  | Équipés de climatisation Carrier sur le toit et système d'affichage de destination couleur orange. Plus vieil autobus de la flotte active. |
| NovaBus LFS           | 2004  | 0401-0417            | 17                 | Équipés de climatisation Carrier sur le toit et système d'affichage de destination couleur orange. 0412 fut décoré de messages publicitaires pour CHOT-TV et TAG-FM. 0413 est décoré d'une message publicitaire pour Couleur FM et TQS. |
| NovaBus LFS           | 2005  | 0501-0513, 0515-0517 | 16                 | Équipés de climatisation Carrier sur le toit et système d'affichage de destination Balios couleur orange. 0516 & 0517 furent décorés de messages publicitaires pour Sunoco. 0505 est décoré d'un message publicitaire pour Transcontinental média. Plusieurs autres autobus arborent des messages par la ville de Gatineau concernant la sécurité routière. 0514 a été retiré en 2008 dû à un incendie.                                              |
| NovaBus LFS           | 2006  | 0601-0617            | 17                 | Équipés de climatisation Carrier sur le toit et système d'affichage de destination Balios couleur orange. 0601 est décoré d'un message de la Fondation de l'UQO. 0602 est décoré d'un message publicitaire de l'Hippodrome d'Aylmer. 0606 est décoré d'un message publicitaire du Casino du Lac-Leamy. |
| NovaBus LFS Hybride   | 2007  | 0701-0702            | 2                  | 0701 et 0702 sont de nouveaux autobus à technologie hybride acquis en 2007. En service depuis mai 2007. 0701 a depuis été converti au diesel. 0702 a lui aussi été converti au diesel et remis en service en mars 2019. |
| NovaBus LFS           | 2007  | 0703-0716            | 14                 | Sans technologie hybride, mais pareils aux modèles 02-06, sauf qu'ils ont des transmissions Voith. 0706 arbore un message publicitaire pour CKTF-FM sur la surface entière du côté du chauffeur, et pour CIMF-FM sur la surface entière du côté portière. 0707 arbore un message pour Gatineau Toyota sur la surface arrière entière et 0708 arbore un message pour l'Université d'Ottawa sur sa surface extérieure entière.                         |
| NovaBus LFS           | 2008  | 0801-0819            | 19                 | Mis en service entre mars et avril 2008. |
| NovaBus LFS           | 2009  | 0901-0910            | 10                 | Mis en service entre mars et avril 2009. Derniers autobus de la série LFS seconde génération. La sonnette est critiquée par chauffeurs et usagers pour son fort "beep". |
| NovaBus LFS           | 2009  | 0911-0925            | 15                 | Premiers autobus de la série LFS de 3e génération. La porte avant est plus large et il y a une plate-forme rabattable pour fauteuils roulants. Le siège qui se situait à côté de la porte chez la 2ᵉ génération fut retiré afin de faire de la place pour la plate-forme. L'arrière de l'autobus comporte plus de sièges parce que le moteur est à l'horizontale. Le pare-brise arrière est de pleine largeur. Retour de la sonnette traditionnelle. |
| NovaBus LFS           | 2010  | 1001-1027            | 27                 | LFS 3e génération. |
| NovaBus LFS           | 2011  | 1101-1107            | 7                  | LFS 3e génération. |
| NovaBus LFS Artic     | 2012  | 1201-1226            | 26                 | LFS 3e génération. 1201 est utilisé pour la formation des chauffeurs sur les autobus articulés. |
| NovaBus LFS           | 2012  | 1227-1233            | 7                  | LFS 3e génération. |
| NovaBus LFS Artic     | 2013  | 1301-1321            | 21                 | LFS 3e génération. |
| NovaBus LFS Artic     | 2014  | 1401-1414            | 14                 | LFS de 4e génération. |
| NovaBus LFS HEV       | 2015  | 1501-1507            | 7                  | LFS de 4e génération avec propulsion hybride. |
| NovaBus LFS Artic HEV | 2016  | 1601-1609            | 9                  | LFS Articulé de 4e génération avec propulsion hybride. |
| Novabus LFS HEV       | 2016  | 1610-1616            | 7                  | LFS de 4e génération avec propulsion hybride. |
| Novabus LFS Artic HEV | 2017  | 1701-1715            | 15                 | LFS Articulé de 4e génération avec propulsion hybride. |
| Novabus LFS HEV       | 2017  | 1716-1730            | 15                 | LFS de 4e génération avec propulsion hybride. |
| Novabus LFS HEV       | 2018  | 1801-1827            | 27                 | LFS de 4e génération avec propulsion hybride. 1818-1827 ont la nouvelle fenêtre de chauffeur. |
| Novabus LFS HEV       | 2019  | 1901-1909            | 9                  | LFS de 4e génération avec propulsion hybride. |
| Novabus LFS HEV       | 2020  | 2001-2043            | 43                 | LFS de 4e génération avec propulsion hybride. Toits pleins et girouettes Luminator. |
| Novabus LFS HEV       | 2021  | 2101-2114            | 14                 | LFS de 4e génération avec propulsion hybride. Toits pleins et girouettes Luminator. |
| Novabus LFS HEV       | 2022  | 2201-2216            | 16                 | LFS de 4e génération avec propulsion hybride. Toits pleins et girouettes Luminator. |
| Novabus LFS HEV Artic | 2023  | 2301-2311*           | 11*                | LFS articulés de 4e génération avec propulsion hybride. Toits pleins et girouettes Luminator. Reçus en retard fin 2024. *Vus sur le réseau |
| Novabus LFSe+         | 2024  | 2401-2403            | 3                  | LFS 4e génération à propulsion entièrement électrique. LFSe+ de première génération. En date du 4 mai 2025, le 2402 a été vu en train de faire des tests de longévité de sa charge électrique. |
| Novabus LFS HEV       | 2025  | 2501-2511*           | 11*                | LFS 4e génération à propulsion hybride. *Vus sur le réseau |

### Véhicules retirés
| Modèle                | Année | Numéro d'Autobus        | Nombre | Notes |
| --------------------- | ----- | ----------------------- | ------ | --- |
| GMC TDH-4512          | 1957  | 5701-5702               | 2      | |
| CC&F CD-44 A          | 1957  | 5703-5705               | 3      | |
| CC&FCD-52             | 1957  | 5706-5712               | 7      | |
| GMDD TDH-5303         | 1962  | 6201 & 6203-6208        | 7      | |
| GMDD SDM-5301         | 1962  | 6202                    | 1      | |
| GMDD TDH-5303         | 1963  | 6301-6307               | 7      | |
| GMDD SDM-5301         | 1963  | 6308                    | 1      | |
| GMDD TDH-5303         | 1965  | 6501 & 6502             | 2      | |
| GMDD TDH-5303         | 1966  | 6601-6607               | 7      | |
| GMDD T6H-5307N        | 1972  | 7201-7206               | 6      | |
| GMDD T6H-5307N        | 1973  | 7301-7320               | 20     | |
| GMDD T6H-5307N        | 1974  | 7401-7425               | 25     | |
| GMDD T6H-5307N        | 1975  | 7501-7520               | 20     | |
| GMDD T6H-5307N        | 1976  | 7601-7610               | 10     | |
| GMDD T6H-5307N        | 1977  | 7701-7710, 7747, 7757   | 12     | 7747 et 7757 ont été achetés d'OC Transpo |
| GMDD T6H-5307N        | 1978  | 7801-7817               | 17     | |
| GMDD T6H-5307N        | 1979  | 7901                    | 1      | 7901 a toujours été propriété de la STO. Il est utilisé puisqu'il y a un manque d'autobus. Ce bus est mis hors service à partir de début 2019, puisqu'il n'est plus immatriculé. |
| GMDD T6H-5307N        | 1979  | 7902-07 & 8001-8005     | 10     | 8001 fut équipé d'un système d'affichage de destination électronique Balios avant d'être retiré. |
| GMDD T6H-5307N        | 1980  | 8006-8015               | 10     | Certains autobus vendus à OC Transpo |
| GMDD T6H-5307N        | 1981  | 8101-8103               | 3      | Furent achetés de la Société de transport de Laval aux dernières années 1990 et furent retirés en 2004-2005 |
| GMDD T6H-5307N        | 1981  | 8110-8113               | 4      | Achetés de la Société de transport de Montréal en 2002-2003. |
| GMDD T6H-5307N        | 1982  | 8201-8203               | 3*     | Achetés de la Société de transport de Sherbrooke en 2001. 8202 fut vendu en 2009 à un particulier. |
| GMDD T6H-5307N        | 1982  | 8310-8312               | 3*     | Achetés de la Société de transport de Montréal en 2002-2003. 8310 fut retiré en 2007. |
| GMDD S6H-5307N        | 1983  | 8301-8308               | 8      | Ce furent des autobus suburbains sans portières de sortie à l'arrière. Complètement retirés en 2003. |
| GMDD TC40-102N        | 1984  | 8413                    | 1      | 8413 fut acquis d'OC Transpo en 2005. |
| GMDD TC40-102N        | 1985  | 8509, 8536, 8539, 8544  | 4      | 8545 fut acquis d'OC Transpo en 2005 et retiré en mai 2007. 8536, 8539 et 8544 furent acquis de la RTC en 2007 et restent en service. 8501 à 8509 furent retirés l'un après l'autre. |
| GMDD TC40-102N        | 1986  | 8601-8604               | 4      | 8603 fut le dernier autobus actif avant d'être retiré en juillet 2007. |
| MCI TC40-102N         | 1988  | 8801-8808               | 8      | Retirés en septembre 2010 |
| MCI TC40-102N         | 1989  | 8901-8915               | 15     | |
| MCI TC40-102N         | 1990  | 9001-9005               | 5      | Pareils aux modèles 88 et 89 mais avec une grand vitre à l'arrière. Tous autobus équipés de Luminator Max (vert). 9004 fut autrefois décoré pour fêter le 25e anniversaire de la STO en 1996 et reçut le numéro 7196 à l'extérieur. |
| MCI SC40-102N         | 1990  | 9006-9007               | 2      | Autobus suburbains sans portière de sortie à l'arrière |
| MCI TC40-102 A        | 1990  | 9009-9015               | 6      | Premiers autobus équipés de A/C. Cependant, il ralentit l'accélération de l'autobus. Ce problème n'atteint que des modèles MCI ainsi équipés, comme les modèles 91 et 92, ils n'ont pas de vitre à l'arrière. Cet autobus arbora, aux premières années 1990, un message publicitaire pour Radio-Canada sur l'entièreté de sa surface extérieure. |
| MCI TC40-102 A        | 1991  | 9101-9129               | 29     | Le panneau de destination du front (à l'intérieur de l'autobus) est noir. Pas de vitre à l'arrière. 9108 et 9114 avaient le nouveau logo STO. |
| MCI TC40-102N         | 1991  | 9130                    | 1      | 9130 a été acheté au RTC. |
| MCI TC40-102 N        | 1991  | 9131-9138               | 8      | Achetés de Calgary Transit en mars 2015. Similaires aux modèles de la série 91XX, sauf qu'ils ont une fenêtre à l'arrière et ne sont pas équipés de climatisation. 9131 et 9134 sont équipés d'un panneau de destination Balios LED. |
| OBI 02.501            | 1992  | 2192, 2292, 2392 & 2492 | 4      | Ce furent des minibus pour les routes traversant le pont Champlain avant l'élargissement à cause des restrictions de poids sur le pont avant 2003. Remplacés par autobus réguliers à partir de 2004. |
| MCI TC40-102 A        | 1992  | 9201-9223               | 23     | 9223 fut autrefois décoré d'un message publicitaire pour le journal Le Régional. Certains autobus, incluant 9211 et 9220 ont déjá été retirés. Pas de vitre à l'arrière. |
| MCI TC40-102 N        | 1992  | 9224-9225               | 2      | Achetés de Calgary Transit en mars 2015. Similaires aux modèles de la série 92XX, sauf qu'ils ont une fenêtre à l'arrière et ne sont pas équipés de climatisation. |
| NovaBus TC40-102 A    | 1994  | 9401-9426               | 26     | Équipés de climatisation Sutrak sur le toit. 9401 fut souvent utilisé pour l'évaluation de chauffeurs posant une candidature d'emploi. Essai d'une nouvelle configuration de sièges dans le 9420. |
| NovaBus TC40-102 A    | 1995  | 9501-9520               | 20     | Équipés de climatisation Sutrak sur le toit. 9519 fut autrefois décoré d'un message publicitaire fêtant la 200e anniversaire de Hull ; 9520 fut autrefois décoré d'un message publicitaire pour La Revue de Gatineau. |
| NovaBus TC40-102 A    | 1996  | 9601-9603               | 3      | Ce sont des autobus suburbains avec simple portière de sortie à l'arrière. Équipés de climatisation Sutrak sur le toit. 9603 fut autrefois décoré d'un message publicitaire pour le Casino du Lac-Leamy. |
| NovaBus TC40-102 A    | 1997  | 9701-9705               | 5      | Équipés de climatisation Sutrak sur le toit. 9701 fut autrefois décoré d'un message publicitaire pour le Festival de montgolfières de Gatineau & 9702 fut autrefois décoré d'un message publicitaire pour les Jeux de la Francophonie. Derniers modèles «Classic» produits par NovaBus.                                                          |
| NovaBus RT80-2W (RTS) | 2000  | 0001-0012               | 12     | Derniers autobus à plancher élevés achetés. Tous retirés depuis mai 2012. |
| NovaBus LFS           | 2002  | 0201-0209               | 9      | |
| NovaBus LFS           | 2003  | 0301-0324, 0326-0328    | 27     | En date du 6 mai 2025, seul le 0325 est toujours en service. Il est aussi le plus vieux autobus sur le réseau de la STO. Le dernier voyage du véhicule 0316 a été effectué le 25 mars, 2025. |
| NovaBus LFS           | 2005  | 0514                    | 1      | Retiré à la fin 2008 dû à un incendie. |